# 派恩鎮區 (阿肯色州克利本縣)
派恩鎮區（英語：Pine Township）是位於美國阿肯色州克利本縣的一個行政鎮區。

## 地方資料
派恩鎮區的面積為20.51平方千米，當中陸地面積為20.51平方千米，而水域面積為0.00平方千米。根據2010年美國人口普查的數據，當地共有人口262人，而人口密度為每平方千米12.77人。